# Mitsuru Sato
Mitsuru Sato (japonès: 佐藤満)  (Hachirōgata, 21 de desembre de 1961) és un lluitador japonès, ja retirat, especialista en lluita lliure, que va competir durant les dècades de 1980 i 1990.
El 1988 va prendre part en els Jocs Olímpics d'Estiu de Seül, on guanyà la medalla d'or en la competició del pes mosca del programa lluita lliure. Quatre anys més tard, als Jocs de Barcelona, fou sisè en la mateixa competició.
En el seu palmarès també destaquen tres medalles en el Campionat del Món, una de plata i dues de bronze, entre les edicions de 1985 i 1987, i una medalla d'or en els Jocs Asiàtics de 1986.